# 王怀 (1906年)
王怀（1906年11月25日—1932年），别名乃谋、号孚黎、乃传、卓卿。江西省永新县高市乡江边村人，中国共产党早期人物。

## 生平
1924年，王怀在莲洲小学毕业后，考入省立吉安第七师范。1926年初，由吉安特支发展加入中国共产党。之后永新成立党支部，欧阳洛为书记。四一二政变后，1927年7月18日，王怀到达吉安，营救联络失散同志。经永新驻吉安办事处联络，宁冈、莲花、安福三县农军进军永新。王怀得讯后潜入永新，并在县城攻破之后，率众劫狱，并撤离朝宁冈方向转移，恢复农民协会。10月，刘真从南昌返回永新，在宁冈找到王怀，商议重建党组织。月底，他们在小江区成立了中共永新特别区委，刘真任特区委书记，王怀任副书记。10月期间，毛泽东率秋收起义部队上井冈山。11月，在宁冈茅坪象山庵召开永新宁冈、莲花三县工作会议，王怀参加了会议。临别时毛泽东赠枪五支，指示尽早建立工农武装。1928年2月，在小江区成立了中共永新特别区委，刘真任书记，王怀任副书记。
1928年5月，红四军第一次攻克永新后，按照县委的分工，王怀到永新西北的天龙山区开展工作，并建立了天龙山临时特别区委、建立了游击暴动队。8月，王怀接任县委书记。1930年3月，赣西南特委成立，王怀担任特委常委兼组织部长，同时担任中国军事革命委员会委员，期间创建红六军、红二十军等一万余人。1930年，赣西南党团特委合并，组成新的省行动委员会，他担任委员兼赣西行委书记。1931年3月，他奉命去苏区中央局参加会议，被误认为AB团分子关入监狱。1932年5月30日，在万泰县被杀害，年26岁。